# 비치케구

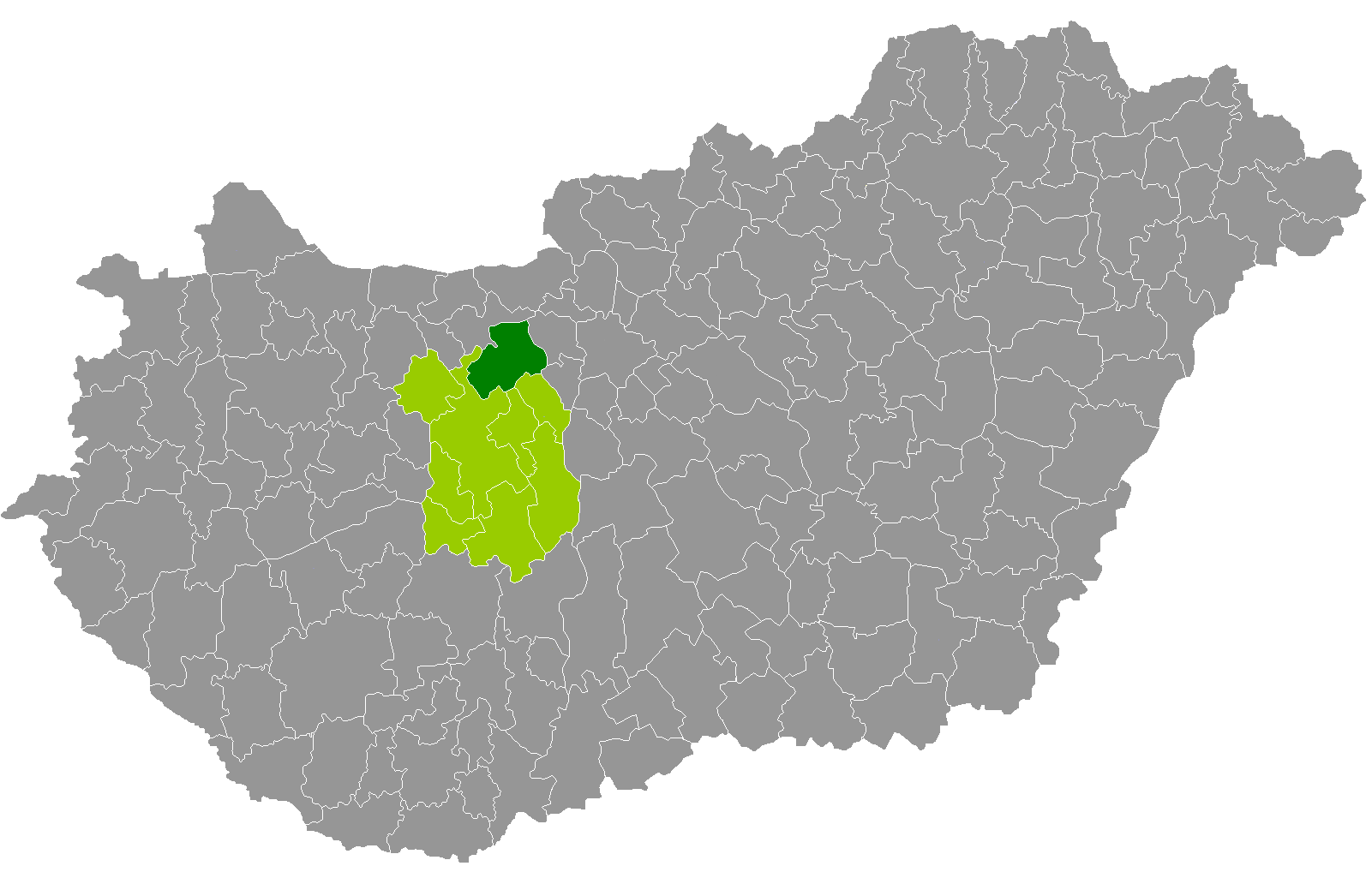
페예르주 지도에 표시된 비치케구의 위치

비치케구(헝가리어: Bicskei járás)는 헝가리 페예르주에 위치한 구로 구청 소재지는 비치케이며 면적은 578.25km2, 인구는 34,370명(2011년 기준), 인구 밀도는 66명/km2이다.
북쪽으로는 코마롬에스테르곰주 오로슬라니구, 터터바녀구, 동쪽으로는 페슈트주 부더케시구, 남쪽으로는 머르톤바샤르구, 가르도니구, 세케슈페헤르바르구, 서쪽으로는 모르구와 접한다. 15개 지방 자치체(2개 시, 13개 마을)를 관할한다.

구 문장